# NGC 3106
NGC 3106 este o galaxie LINER situată în constelația Leul Mic. A fost descoperită în 13 martie 1785 de către William Herschel. Se află la o distanță de 89,85 de megaparseci de Pământ.